# Aeroporto Internazionale di Dammam-Re Fahd
L'Aeroporto Internazionale di Dammam-Re Fahd (in arabo مطار الملك فهد الدولي‎?) (IATA: DMM, ICAO: OEDF), commercialmente noto come King Fahd International Airport, è un aeroporto situato a 30 km a Ovest di Dammam, in Arabia Saudita. Con i suoi 776 km², al 2024 è l'aeroporto più grande del mondo per estensione. È intitolato al quinto re della moderna Arabia Saudita.
L'aeroporto è hub per le compagnie aeree Sama Airlines e Saudi Arabian Airlines. 
Dopo la sua costruzione è stato usato come base aerea dalla USAF (United States Air Force) durante la guerra nel golfo di Persia. Ha iniziato a servire come aeroporto civile nel 28 novembre 1999 e adesso offre più di 65 destinazioni in tutto il mondo. Prima che questo fosse costruito, l'aeroporto internazionale di Dhahran era usato come aeroporto principale per la città di Damman (dove si trova attualmente l'aeroporto); successivamente alla costruzione e alla trasformazione in aeroporto civile dell'aeroporto di Damman-Re Fahd, quello di Dhahran fu trasformato in base militare per la RSAF (Royal Saudi Arabia Air Force). 
Durante la pandemia di COVID-19, l'aeroporto chiuse le sue rotte e operazioni il 21 marzo 2020 e le riprese il 31 maggio 2020 per le rotte domestiche (ovvero interne al paese) e il 17 maggio 2021 per le rotte internazionali.
L'aeroporto in questione è considerato il terzo più grande nel paese per il numero di passeggeri annui. Infatti, all'aeroporto di Damman-Re Fahd atterrano e decollano più di 10 milioni di passeggeri all'anno e più di 30 compagnie aeree operano all'aeroporto. Svolge anche la funzione di hub principale per diverse compagnie arabe come Flynas e Flyadeal.
Questo aeroporto consiste di due piste di decollo e di atterraggio, lunghe 4 kilometri ciascuna. Dispone di 3 terminal separati: il terminal pubblico per tutti i passeggeri, il terminal Armaco, che può essere utilizzato solamente dai lavoratori e clienti Armaco, e infine il terminal reale (Royal Terminal), utilizzato solamente ed esclusivamente dalla famiglia reale saudita.

## Storia
L'aeroporto ha il nome del Re Fahd, ovvero colui che lo ha costruito e inaugurato. L'inizio del design per lo stile dell'aeroporto è iniziato nel 1976, ed è finito nel 1977 quando appunto è stato comperato il terreno. Nel 1983 iniziò la costruzione dell'aeroporto e l'infrastruttura base fu completata nel 1990, cosa che permise alla USAF di usare l'aeroporto come base militare aerea durante la guerra nel golfo di Persia. Quest'ultimo ospito aerei come il A-10 Thunderbolt o elicotteri come il CH-47 Chinook. 
La GACA (General Authority of Civil Aviation dell'Arabia Saudita) inauguro l'aeroporto nel 28 Novembre del 1999. Qui iniziarono i processi di spostamento degli hub e delle compagnie dall'aeroporto di Dhahran, dato che doveva diventare una base militare aerea per la RSAF (Royal Saudi Arabia AirForce). 
Facendo parte della Saudi Vision 2030, un programma di trasformazione per quest'aeroporto fu affidato, nel 2017, alla Damman Airports Company, che si occupa di gestire gli aeroporti nella zona vicino a Damman. Per mitigare la diffusione del COVID-19, quest'ultima chiuse le rotte dell'aeroporto nel 21 Marzo 2020. Furono successivamente riavviate le rotte interne al paese il 31 Maggio 2020 mentre quelle internazionali furono riavviate il 18 Maggio 2021.

## Struttura
L'aeroporto internazionale di Damman-Re Fahd è considerato un aeroporto di Codice E dalla ICAO, significa che può accogliere aerei come il Boeing B747-400 o l'Airbus A340-600. Teoricamente potrebbe ospitare anche un Airbus A380-800; le piste sono di Codice F (quello che servirebbe per gli A380-800) ma i gate e le piste di rullaggio non lo sono.

### Terminals
L'edificio del terminal principale di sei piani ha una superficie totale di 327.000 m2 (3.520.000 piedi quadrati). Nella prima fase sono stati costruiti circa 247.500 m2 (2.664.000 piedi quadrati), oltre a 11 ponti d'imbarco passeggeri fissi che servono 15 gate. Il progetto originale prevedeva 31 ponti d'imbarco fissi. Il terminal partenze è dotato di diversi sportelli clienti di cui 66 assegnati a Saudia (ora condivisi con flynas), 44 a compagnie aeree straniere e il resto per la dogana e l'immigrazione.

### Negozi e Duty Free
L'aeroporto internazionale King Fahd è stato il primo aeroporto saudita ad adottare negozi duty-free. Oltre agli spazi destinati ai negozi duty-free, l'aeroporto dispone di un'area separata per i negozi specializzati nella vendita di articoli da regalo e di tutti i beni relativi ai passeggeri. Quest'area comprende ristoranti, caffetterie e banche e si trova al piano degli arrivi.

### Terminal Aramco
La compagnia aerea privata gestita da Saudi Aramco, Saudi Aramco Aviation, opera dal terminal Aramco, fornendo collegamenti ai propri dipendenti con località aziendali lontane come Yanbu, Tanajib, Shaybah e Haradh, oltre ad alcune stazioni di pompaggio remote, utilizzando la propria flotta di Boeing 737 ed Embraer ERJ-170LR.

### Terminal Royal
Il Royal Terminal è riservato alla famiglia reale dell'Arabia Saudita, al personale governativo e agli ospiti ufficiali. Si estende su una superficie di 16.400 m2 (177.000 piedi quadrati) e dispone di quattro ponti che collegano il terminal agli aeromobili. È lussuosamente arredato e decorato e comprende esterni e terreni ampiamente curati. Nonostante il suo scopo specializzato, il terminal è raramente utilizzato dalla famiglia reale, che generalmente preferisce utilizzare un terminal speciale simile presso la King Abdulaziz Air Base.